# 在乡军人会
日本帝󠄁國在鄕軍人會是指二战前退出军队现役的預備役、後備役退伍軍人组织。

## 历史
1910年（明治43年）11月3日时任陆军省軍事課部长的田中义一参照德国制度组建了这个陆军组织。本部设在陆军省（东京都牛込区原町）。总裁伏見宮貞愛親王。宗旨为預備役、後備役軍人精神的鍛練、軍人能力的増進，永结民族核心成员之果，傷痍軍人、軍人遺族的慰问。还配合做好征兵事务、征兵检查、澄清点名、对未来新兵的预备培训等。各都道府县设立了支部，市町村、会社等单位设立了分会。支部和分会的指导工作由師団司令部、連隊区司令部负责。设会長1名、副会長2名，本部理事、監事、評議員若干名。该会最高諮問機関为審議会，由正会員和現役軍人组成。该会及各団体的決議機関为評議員会。執行機関为理事会，理事包括陸海軍的現役将校，并与軍部連絡。出版官方杂志《戦友》《我が家》等。会员在上衣右胸上佩戴由陆军的五角星和海军的锚、剑、盾结合而成的徽章（正会員、特別会員、役員等，徽章的设计根据军衔和职位的不同而异）。会员分为正式会员、特别会员和荣誉会员三类。
1914年，海军也纳入其中，成为陆军和海军的共同组织。
1931年（昭和6年）4月1日的调查，分会以上团体有14,443个，1932年“海軍班”数量为558个。陆军正式会员人数为2,581,109人，海军为62,624名。
1936年9月25日，以勅令颁布了《帝国在郷軍人会令》，并置于陸軍省、海軍省共同監督下，此后军队的政治力不断强化，铲除了天皇機關說理论。
1937年本部设在東京府東京市麹町区九段1-5，成员約300万人，子団体約1万5000个。
1945年8月31日发表解散宣言。1945年11月5日废除《帝国在郷軍人会令》。
根据1947年1月4日《公職に関する就職禁止、退職等に関する勅令》（公職追放令，昭和22年勅令第1号），从1937年7月（昭和12年）至1945年9月担任在在郷軍人会郡市連合分会長、市町村分会長地位的人员被公职追放。
目前，有一个与此相当的组织，即由自衛隊員组成的公益社団法人隊友会。

#### 歴代帝国在郷軍人会会長
- 寺内正毅：陸軍大将（明治43年11月3日 - 大正8年11月3日、後元帥、任中死去）
- 川村景明：元帥、陸軍大将（大正8年12月1日 - 大正15年4月28日、任中死去）
- 一戸兵衛（日语：一戸兵衛）：預備役陸軍大将（大正15年5月12日 - 昭和6年8月6日）
- 鈴木莊六：預備役陸軍大将（昭和6年8月6日 - 昭和12年2月23日）
- 井上幾太郎（日语：井上幾太郎）：預備役陸軍大将（昭和12年2月23日 - 終戦）